# The Post Telegrapher
The Post Telegrapher è un cortometraggio muto del 1912 diretto da Thomas H. Ince e da  Francis Ford. Ford era un popolare attore qui al suo esordio nella regia a fianco di Ince. Tra gli altri interpreti, l'undicenne Mildred Harris, pure lei al suo debutto cinematografico.

## Produzione
Il film fu prodotto dalla Bison Motion Pictures e dalla New York Motion Picture.

## Distribuzione
Il film - un cortometraggio in due bobine - uscì nelle sale cinematografiche statunitensi il 1º maggio 1912, distribuito dalla Motion Picture Distributors and Sales Company. Nel Regno Unito, la Kinematograph Trading Company lo distribuì il 29 luglio 1912.
In riedizione, fu distribuito dall'Universal Film Manufacturing Company.